# Макколи (остров)

Остров Макколи (на английски: McColey Island) е 17-ият по големина остров край западните брегове на Канада в Тихия океан. Площта му е 275 km2, която му отрежда 92-ро място сред островите на Канада. Административно принадлежи към канадската провинция Британска Колумбия. Необитаем.
Островът се намира край северното крайбрежие на Британска Колумбия. На югозапад протока Принсип (2,3 км) го отделя от остров Банкс, а на изток дългият и тесен (минимална ширина 600 м) проток Канаверал от остров Пит. На север са двата малки острова Спайкър и Саут Спайкър, отделени от Макколи чрез протока Бийвър.
Бреговата линия с дължина 108 км е слабо разчленена. Докато по западното крайбрежие има доста малки заливи, островчета и скали, то по източното такива липсват. Островът има издължена форма от север на юг с дължина 25,6 км, а максималната му ширина е 14,6 км.
По-голямата част на острова е равнинна с височина до 100 м, като в най-източната част се издигат ниски възвишения до 212 м. Целият остров е изпъстрен със стотици малки, главно проточни езера по късите, но пълноводни почти целогодишно реки.
Климатът е умерен, морски, влажен. Голяма част от острова е покрит с гъсти иглолистни гори, които предоставят идеални условия за богат животински свят.
Островът е открит през септември 1787 г. от британските морски капитани Джеймс Колнет (1753-1806) и Чарлз Дънкан, които по време на единадесетседмичния си принудителен престой (поради ремонтни дейности по двата кораба) на южния бряг на съседния остров Банкс, извършват топографско заснемане и картиране на целия остров.